# White Air
White Air (2007) – amerykański film przygodowy, akcji w reżyserii U. Wolfganga Wagenknechta. Film w Polsce emitowany jest za pośrednictwem kanału ZigZap.

## Opis fabuły
Alex White (Riley Smith) to snowboardzista, który zamiast trenować i się rozwiajać musi pomagać finansowo matce, pracując w sklepie sportowym i zakładzie naprawiającym samochody. Mało ćwicząc przegrywa kolejne turnieje tracąc wiarę w swoje możliwości...

## Obsada
- Riley Smith jako Alex
- Dominique Swain jako Christie
- Paul Logan jako Pete
- Brent Le Macks jako Jason
- Tom Sizemore jako Steve
- Elizabeth Daily jako mama Alex
- Andi Finch jako on sam
- Yvonne Arias jako Reporter Sanchez
- Dan Coplan jako JC
- Shane P. Coyle jako Bouncer
- Matt Hanson jako Announcer
- Lydia Hull jako Ashley
- Nancy Karr jako Mindy
- John Keefe jako Brad Crow
- Taylor Kinney jako Frank